# Hans Trümpy (Volkskundler)
Hans Baltasar Trümpy (* 23. März 1917 in Ennenda bei Glarus; † 1. Mai 1989 in Kassel) war ein Schweizer Volkskundler, der an der Universität Basel als Professor wirkte.

## Leben

### Familie
Hans Trümpy entstammte dem Glarner Geschlecht der Trümpy und war der Sohn des gleichnamigen Politikers Hans Trümpy (* 30. Mai 1891 in Ennenda; † 18. April 1974 in Glarus) und von dessen Ehefrau Anna (1894–1976), Tochter des Telegrafisten Johann Oertli.
Er war mit Verena, der Tochter von Wilhelm Ferdinand Meyer, verheiratet; gemeinsam hatten sie mehrere Kinder. Die Familie wohnte in Ennenda.

### Werdegang
Hans Trümpy besuchte das Gymnasium (heute Gymnasium Kirchenfeld) in Bern und erhielt Unterricht unter anderem bei Edgar Bonjour.
Nach einem Studium der Altphilologie, Germanistik und Indogermanistik an der Universität Basel und einem Auslandssemester an der Universität Kiel promovierte er 1945 in Basel bei Peter von der Mühll mit seiner Dissertation Kriegerische Fachausdrücke bei Homer zum Dr. phil.
Nach dem Studium war er anfangs als Gymnasiallehrer in Glarus und später an einem Mädchengymnasium in Basel tätig.
Gefördert und unterstützt von Karl Meuli, habilitierte er 1955 in Basel mit seiner Schrift Schweizerdeutsche Sprache und Literatur im 17. und 18. Jahrhundert.
1957 folgte er an der Universität Basel, zunächst als Privatdozent für Volkskunde, dem 1952 verstorbenen Paul Geiger (1887–1952) und wurde 1962 zum ausserordentlichen Professor ernannt, bevor er von 1965 bis 1987 als ordentlicher Professor das Fach Volkskunde lehrte. Der Lehrstuhl für Volkskunde wurde aus Mitteln des Schweizerischen Nationalfonds für Trümpy eingerichtet und wurde, da von der Universität beziehungsweise vom Kanton nicht übernommen, nach dessen Emeritierung 1987 wieder aufgehoben. 1962 begann er auch die Vertretung des Lehrstuhls des verstorbenen Richard Weiss an der Universität Zürich.

### Forschung
Trümpy hielt die Volkskunde für eine historische Wissenschaft; methodisch neigte er der «Münchner Schule» Hans Mosers zu. Und obwohl er durchaus auch Gegenwartsphänomene für erforschungswürdig halt, stand er der Entwicklung der Volkskunde zu einer Sozialwissenschaft mit emanzipatorischem Anspruch skeptisch gegenüber.
Seine Forschungsschwerpunkte waren die Volksbildung im 19. Jahrhundert, das Brauchtum, Kontinuitätsfragen und die Erzählforschung. Ein ausgeprägtes Interesse hatte er auch an der Mundart, die im Zentrum seiner Habilitationsschrift stand, und auch in weiteren Arbeiten zeigte er eine Nähe zur Sprachwissenschaft.
1957 veröffentlichte er das Schulbuch Wir lernen Deutsch.

### Mitgliedschaften
Von 1968 bis 1977 war Hans Trümpy Präsident der Schweizerischen Gesellschaft für Volkskunde, die 1896 vom Schweizer Volkskundler Eduard Hoffmann-Krayer gegründet worden war. Nach seinem Rücktritt wurde er 1977 zum Ehrenmitglied ernannt; ihm folgte als Präsidentin Brigitte Geiser.
Er war Mitglied im Hauptausschuss der Deutschen Gesellschaft für Volkskunde sowie im Vorstand des Vereins für das Schweizerdeutsche Wörterbuch.

## Ehrungen und Auszeichnungen
1977 veröffentlichte das Schweizerische Archiv für Volkskunde seinen 73. Band als Geburtstagsausgabe zum 60. Geburtstag von Hans Trümpy.
Zu seinem 70. Geburtstag veranstalteten das Seminar für Volkskunde der Universität Basel und die Sektion Basel der Schweizerischen Gesellschaft für Volkskunde 1987 ein ganztägiges Kolloquium mit dem Thema C. G. Jungs Archetypenlehre und ihre Auswirkungen für die Volkskunde und ihre Nachbardisziplinen.

## Schriften (Auswahl)
- Land und Leute. Tschudi & Co., Glarus 1940.
- Glarnerland. In: Neue Zürcher Nachrichten vom 10. Juni 1949.
- Kriegerische Fachausdrücke im griechischen Epos: Untersuchungen zum Wortschatze Homers. Basel 1950.
- Theokrits Bedeutung für die Mundartdichtung, doi:10.5169/seals-114716#61. In: Schweizerisches Archiv für Volkskunde, Band 48, 1952, S. 55–63.
- Glarner Studenten im Zeitalter des Humanismus, doi:10.5169/seals-585435#300. In: Jahrbuch des Historischen Vereins des Kantons Glarus, Band 55, 1952, S. 273–284.
- Glarnerland, doi:10.5169/seals-783731#21. In: Plan, Zeitschrift für Planen Energie, Kommunalwesen und Umwelttechnik, Band 11, 1954, S. 14–18.
- Schweizerdeutsche Sprache und Literatur im 17. und 18. Jahrhundert. Schweizerische Gesellschaft für Volkskunde, Basel 1955.
- Elizabeth Branstätter, Hans Trümpy: Arbogast Strub, doi:10.5169/seals-584431#18. In: Jahrbuch des Historischen Vereins des Kantons Glarus. 1955.
- Zu Gilg Tschudis epigraphischen Forschungen. In: Schweizerische Zeitschrift für Geschichte, Band 6, 1956, S. 498–511.
- Wir lernen Deutsch: Lehrgang der deutschen Schriftsprache für Sekundarschulen und Progymnasien. Rentsch, Erlenbach-Zürich 1957.
- Zum Fastnachtsspiel in Gottfried Kellers Roman «Der grüne Heinrich», doi:10.5169/seals-115456#40. In: Schweizerisches Archiv für Volkskunde, Band 56, 1960, S. 25–39.
- Der Freiheitsbaum, doi:10.5169/seals-115540#137. In: Schweizerisches Archiv für Volkskunde, Band 57, 1961, S. 103–122.
- Die Formen der Anrede im älteren Schweizerdeutschen. In: Paul Zinsli, Oskar Bandle (Hrsg.): Sprachleben der Schweizerischen Sprachwissenschaft, Namenforschung, Volkskunde. Francke, Bern 1963, S. 157–166.
- Aus Eduard Hoffmann-Krayers Briefwechsel, doi:10.5169/seals-115897#137. In: Schweizerisches Archiv für Volkskunde, Band 60, 1960, S. 113–132.
- Die alten Lieder auf die Schlacht bei Näfels, doi:10.5169/seals-584438#66. In: Jahrbuch des Historischen Vereins des Kantons Glarus, Band 60, 1963, S. 25–51.
- Bemerkungen zum alten Tellenlied, doi:10.5169/seals-117461#120. In: Basler Zeitschrift für Geschichte und Altertumskunde, Band 65, 1965, S. 113–132.
- Similia similibus, doi:10.5169/seals-116183#13. In: Schweizerisches Archiv für Volkskunde, Band 62, 1966. S. 1–6.
- Arnold Geering, Hans Trümpy: Das Liederbuch des Johannes Heer von Glarus. Bärenreiter-Verlag, Basel 1967.
- Fuhren die Leute von Saanen schon im 18. Jahrhundert Ski?, doi:10.5169/seals-116352#45. In: Schweizerisches Archiv für Volkskunde, Band 64, 1968, S. 29–54.
- Das Volkstümliche bei Hebel. Hebelbund, Lörrach/Baden 1969.
- Problematische Schriftsprache vor 110 Jahren. In: Sprachspiegel, Band 26, 1970, S. 149–153.
- Volkskunde im Schulbuch des 19. Jahrhunderts, doi:10.5169/seals-116687#70. In: Schweizerisches Archiv für Volkskunde, Band 67, 1971, S. 62–83.
- Die Volkskunde in schweizerischen Bibliographien, doi:10.5169/seals-116835#684. In: Schweizerisches Archiv für Volkskunde, Band 68–69, 1972–1973, S. 676–684.
- Huldrych M. Koelbing, Monica Schär-Send, Antoinette Stettler-Schär, Hans Trümpy: Beiträge zur Geschichte der Lepra. In: Zürcher medizingeschichtliche Abhandlungen, Neue Reihe, Band 92. Zürich 1972.
- Walter Läubli, Hans Trümpy: Glarnerland. Tschudi, Glarus 1973.
- Kontinuität – Diskontinuität in den Geisteswissenschaften. Wissenschaftliche Buchgesellschaft, Darmstadt 1973.
- Schweizerdeutsch: Barriere oder Hürde? In: Das Markgräflerland, Jahrgang Neue Folge 7, Band 38, 1976, S. 219–223.
- Die Fasti des Baptista Mantuanus von 1516 als volkskundliche Quelle. De Graf, Nieuwkoop 1979.
- Ein Katechismusstreit im Elm, doi:10.5169/seals-584454#12. In: Jahrbuch des Historischen Vereins des Kantons Glarus, Band 68, 1979, S. 9–58.
- Die volkstümliche Bedeutung von Rudolf Hospinians «Festa Christianorum». In: Zürcher Taschenbuch, Band 100, 1980, S. 87–105.
- Ein Aufruf des Erasmus von Rotterdam zur Missionierung der Heiden, doi:10.5169/seals-118069#192. In: Basler Zeitschrift für Geschichte und Altertumskunde, Band 82, 1982, S. 189–193.
- Volkskundliche Notizen zum Verhalten bei Tisch und zum Umgang mit dem Essbesteck. In: Archäologie der Schweiz, Band 8, 1985, S. 223–227, doi:10.5169/seals-7373.
- Zum Rücktritt von Dr. Rudolf Trüb. In: Schweizerdeutsches Wörterbuch. Bericht über das Jahr 1987. Zürich 1988, S. 9–12.
- Christine Burckhardt-Seebass, Hans Trümpy: Urbilder und Geschichte: C. G. Jungs Archetypenlehre und die Kulturwissenschaften. Helbing & Lichtenhahn, Basel 1989.
- Hat Autonomie auch für die Volkskunde Bedeutung?, doi:10.5169/seals-117695#323. In: Schweizerisches Archiv für Volkskunde, Band 85, 1989, S. 279–287.
- Suworow, Pestalozzi und Maria Magdalena Trümpis Wiedeburg an der Linth. Glarus: Tschudi, 1994.
- Der Freiheitsbaum, doi:10.5169/seals-117986#82. In: Schweizerisches Archiv für Volkskunde, Band 93, 1997, S. 53–69 (Nachdruck des Aufsatzes von 1961).